# Dragonfly (película)
Dragonfly (también conocida como La sombra de la libélula o El misterio de la libélula) es una película estadounidense de suspenso y drama sobrenatural estrenada en 2002, dirigida por Tom Shadyac y protagonizada por Kevin Costner. La película aborda temas relacionados con la pérdida, la fe y la comunicación con el más allá.

## Sinopsis
El Dr. Joe Darrow (Kevin Costner) trabaja como médico de guardia en un hospital hasta que se entera de que su mujer embarazada, Emily la cual trabaja como pediatra, muere en Venezuela en un autobús escolar de camino a la frontera de Colombia en una misión de la cruz roja. Él comienza a recibir señales de su esposa a través de niños que están a punto de morir, símbolos, su mascota, etc. Para conseguir contactar a su esposo mediante movimientos y señales paranormales. Él inicia una búsqueda para descubrir realmente que le sucedió a su esposa.

## Reparto
- Kevin Costner como Dr. Joe Darrow
- Kathy Bates como Dra. McNalley
- Susanna Thompson como Helen Darrow
- Joe Morton como Detective Jack Szyszko
- Katie Holmes como Emily Darrow

## Producción
La película fue dirigida por Tom Shadyac, con un guion escrito por Brandon Camp y Mark Bomback. La música estuvo compuesta por John Debney, y la fotografía fue realizada por Enrique Chediak. La producción estuvo a cargo de Universal Pictures. El rodaje tuvo lugar en varias localizaciones de Estados Unidos, incluyendo la ciudad de Chicago.

## Recepción
La película recibió críticas mixtas, siendo valorada por su atmósfera emocional y la interpretación de Kevin Costner, aunque algunos críticos señalaron que el guion era previsible. Fue reconocida por tratar temas espirituales y sobrenaturales desde una perspectiva accesible para el público general.

## Curiosidades
- La libélula, símbolo central de la película, es considerada en muchas culturas como un signo de transformación y conexión con el mundo espiritual.
- La película combina elementos de drama, suspense y sobrenatural, buscando ofrecer un mensaje esperanzador sobre la vida después de la muerte.